# Lamprophthalma felderi
Lamprophthalma felderi är en tvåvingeart som beskrevs av Friedrich Georg Hendel 1914. Lamprophthalma felderi ingår i släktet Lamprophthalma och familjen bredmunsflugor.
Artens utbredningsområde är Sri Lanka. Inga underarter finns listade i Catalogue of Life.